# باشگاه فوتبال المپیک خریبکه
باشگاه فوتبال المپیک خریبکه (انگلیسی: Olympique Club de Khouribga)  یک باشگاه فوتبال در شهرخریبکه، مراکش است.
این باشگاه که در سال ۱۹۲۳ تأسیس شده سابقه ۱ قهرمانی در لیگ دسته اول فوتبال مراکش و ۲ قهرمانی در جام حذفی فوتبال مراکش را در کارنامه دارد. 